# 단백질 정제
단백질 정제란 복합 혼합물(complex mixture)로부터 단일 타입의 단백질을 분리하는 일련의 과정들이다. 단백질 정제는 관심있는 단백질의 기능, 구조 그리고 상호작용을 분석하기 위해서 필수적이다. 시작물질은 보통 생체조직 혹은 미생물 배양체이다.

## 같이 보기
- 염석
- 표지단백질